# Hermann Schaper
Hermann Schaper, född 12 augusti 1911 i Straßburg im Elsass, var en tysk SS-Hauptsturmführer. Under andra världskriget ledde han Kommando SS Zichenau-Schröttersburg, en mobil insatsgrupp i Polen.

## Andra världskriget
Den 1 september 1939 anföll Tyskland sin östra granne Polen och andra världskriget inleddes. Efter de avancerande tyska arméerna följde så kallade Einsatzgruppen, mobila insatsgrupper som hade i uppdrag att mörda personer som ansågs utgöra en säkerhetsrisk för Tredje riket. Schaper ledde Kommando SS Zichenau-Schröttersburg, en mindre insatsgrupp med personal ur Schutzstaffel (SS) och Gestapo. Schapers kommando opererade i området kring Płock (som bytte namn till Schröttersburg) och hans överordnade var Gestapo-chefen i Ciechanów (som bytte namn till Zichenau).
I Bezirk Bialystok gick Kommando SS Zichenau-Schröttersburg fram med utstuderad brutalitet. Befolkningen i en rad polska byar massavrättades: Wizna, Wąsosz, Radziłów, Jedwabne, Łomża, Tykocin, Rutki, Piątnica och Zambrów.

## Rättsliga förfaranden
År 1964 inleddes en förundersökning mot Schaper och ögonvittnen från Łomża, Radziłów och Tykocin hördes. Trots att dessa ögonvittnen kunde knyta Schaper till massakrerna ansåg åklagaren att bevisen var otillräckliga för åtal. Rättsliga förfaranden återupptogs tio år senare och 1976 dömde Landgericht Giessen Schaper till sex års fängelse för krigsförbrytelser då han anförde Kommando SS Zichenau-Schröttersburg.